# Malcoha austral
Ceuthmochares australis
Espèce
Statut de conservation UICN

 LC  : Préoccupation mineure
Le Malcoha austral (Ceuthmochares australis) est une espèce d'oiseaux de la famille des Cuculidae.

## Taxinomie

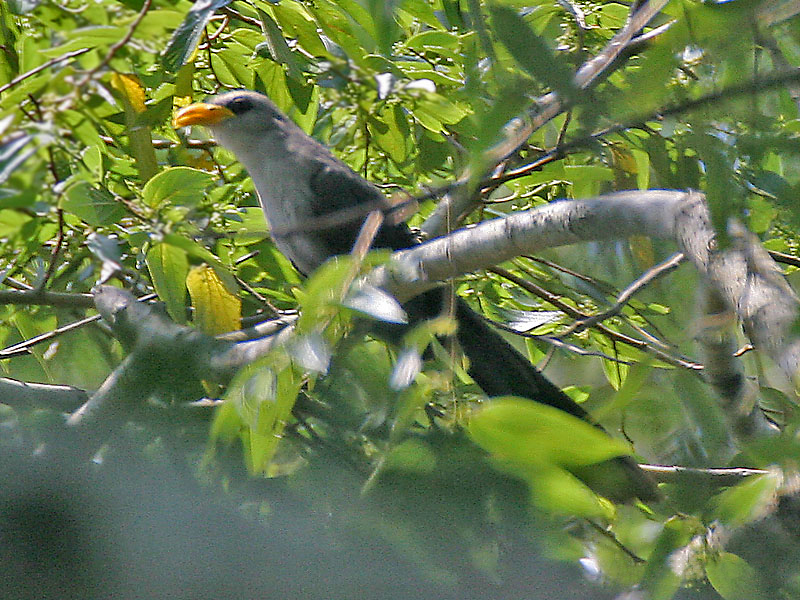

Elle était auparavant considérée comme une sous-espèce du Malcoha à bec jaune (Ceuthmochares aereus). Alan P. Peterson et le Congrès ornithologique international la considèrent comme une espèce à part entière.

## Répartition
Son aire s'étend le long des régions littorales d'Afrique orientale.